# Семенанка
Семенанка (рум. Sămănanca) — село в Оргіївському районі Молдови. Утворює окрему комуну.

## Населення
За даними перепису населення 2004 року у селі проживали 800 осіб.
Національний склад населення села:
| Національність   | Кількість осіб | Відсоток   |
| ---------------- | -------------- | ---------- |
| українці         | 555            | 69,4%      |
| молдавани румуни | 225 3          | 28,1% 0,4% |
| росіяни          | 13             | 1,6%       |
| гагаузи          | 4              | 0,5%       |
| Всього           | 800            | 100%       |